# Tour d'Italie 1919
La 7e édition du Tour d'Italie s'est élancée de Milan le 21 mai 1919 et est arrivée à Milan le 8 juin suivant. Long de 3 127 km, ce Giro a été remporté par Costante Girardengo, vainqueur de sept des dix étapes.

## Présentation
Dès le mois de novembre 1918, le directeur de La Gazzetta dello Sport, Emilio Colombo, annonce dans les colonnes de son journal son intention de relancer le Tour d'Italie, interrompu par plusieurs années de guerre. Son parcours, long de 3 127 kilomètres répartis en dix étapes, est fixé définitivement au début du mois de janvier 1919.
Soixante-trois coureurs prennent le départ de ce Giro, principalement des Italiens, parmi lesquels Costante Girardengo, qui fait figure de grand favori de l'épreuve. Très en vue depuis le début de l'année 1919, il a notamment remporté Milan-Turin, le Tour du Piémont et Rome-Trente-Trieste, et s'est classé deuxième de Milan-San Remo, remporté par Angelo Gremo qui est également au départ du Tour d'Italie. Plusieurs coureurs étrangers sont engagés au sein de l'équipe Bianchi, notamment les Belges Marcel et Lucien Buysse, le Suisse Oscar Egg et le Français Marcel Godivier.

## Équipes participantes
- Bianchi
- Legnano
- Maino
- Peugeot
- Stucchi
- Verdi
- Indépendant

## Classement général
Pour sa troisième participation à l'épreuve, Costante Girardengo remporte son premier Tour d'Italie avec près d'une heure d'avance sur son plus proche poursuivant, Gaetano Belloni.
| Classement général final |                   |
| --- | ----------------- |
| \| 1. Costante Girardengo \| 112 h 51 min 29 s \| \| 2. Gaetano Belloni \| à 51 min 56 s \| \| 3. Marcel Buysse \| à 1 h 05 min 31 s \| \| 4. Clemente Canepari \| à 1 h 34 min 35 s \| \| 5. Ugo Agostoni \| à 1 h 39 min 39 s \| \| 6. Angelo Gremo \| à 2 h 20 min 01 s \| \| 7. Ezio Corlaita \| à 4 h 12 min 07 s \| \| 8. Lauro Bordin \| à 4 h 16 min 32 s \| \| 9. Giosuè Lombardi \| à 4 h 28 min 33 s \| \| 10. Ugo Ruggeri \| à 6 h 03 min 51 s \| \| 63 partants \| \| |                   |
| 1. Costante Girardengo | 112 h 51 min 29 s |
| 2. Gaetano Belloni | à 51 min 56 s     |
| 3. Marcel Buysse | à 1 h 05 min 31 s |
| 4. Clemente Canepari | à 1 h 34 min 35 s |
| 5. Ugo Agostoni | à 1 h 39 min 39 s |
| 6. Angelo Gremo | à 2 h 20 min 01 s |
| 7. Ezio Corlaita | à 4 h 12 min 07 s |
| 8. Lauro Bordin | à 4 h 16 min 32 s |
| 9. Giosuè Lombardi | à 4 h 28 min 33 s |
| 10. Ugo Ruggeri | à 6 h 03 min 51 s |
| 63 partants |                   |

## Étapes
Vainqueur final de l'épreuve, Costante Girardengo remporte également sept des dix étapes du Giro. Déjà vainqueur de deux étapes en 1911, Ezio Corlaita remporte un nouveau succès, tandis qu'Oscar Egg et Gaetano Belloni gagne leur première victoire d'étape sur la course.
| Étape     | Date   | Villes étapes     | km  | Vainqueur d'étape   | Leader du classement général |
| 1re étape | 21 mai | Milan – Trente    | 302 | Costante Girardengo | Costante Girardengo          |
| 2e étape  | 23 mai | Trente – Trieste  | 334 | Costante Girardengo | Costante Girardengo          |
| 3e étape  | 25 mai | Trieste - Ferrare | 282 | Oscar Egg           | Costante Girardengo          |
| 4e étape  | 27 mai | Ferrare - Pescara | 411 | Ezio Corlaita       | Costante Girardengo          |
| 5e étape  | 29 mai | Pescara - Naples  | 312 | Gaetano Belloni     | Costante Girardengo          |
| 6e étape  | 31 mai | Naples - Rome     | 203 | Costante Girardengo | Costante Girardengo          |
| 7e étape  | 2 juin | Rome - Florence   | 350 | Costante Girardengo | Costante Girardengo          |
| 8e étape  | 4 juin | Florence - Gênes  | 261 | Costante Girardengo | Costante Girardengo          |
| 9e étape  | 6 juin | Gênes - Turin     | 277 | Costante Girardengo | Costante Girardengo          |
| 10e étape | 8 juin | Turin - Milan     | 277 | Costante Girardengo | Costante Girardengo          |